# Aveyron
L'Aveyron /avɛˈʀɔ̃/ (Avairon in occitano) è un dipartimento francese della regione Occitania. Confina con i dipartimenti del Cantal a nord, della Lozère a est, del Gard a sud-est, dell'Hérault a sud, del Tarn a sud-ovest, del Tarn e Garonna a ovest del Lot a nord-ovest.
Corrisponde quasi esattamente alla regione del Rouergue che faceva parte dell'antica provincia della Guienna.
Il dipartimento è formato da 46 cantoni suddivisi in 3 arrondissement, che hanno come capoluogo Rodez (capitale anche del dipartimento), Millau e Villefranche-de-Rouergue. Le principali città, oltre al capoluogo Rodez, sono Millau, Villefranche-de-Rouergue, Decazeville e Saint-Affrique.
Sui 304 comuni, solo 4 hanno più di 10.000 abitanti (i tre capoluoghi degli arrondissement e Onet-le-Château).

## Geografia fisica

### Territorio
Le zone montagnose (monti d'Aubrac, Palanges Lévezou e Lacaune) coprono poco più di un terzo del territorio, con il punto culminante ai Cazalets (1.463 m s.l.m.), mentre i due terzi restanti sono occupati da colline e altopiani (Ségala, Viadène, Lagast e Grands Causses), con poche vallate.
Il territorio è percorso dai fiumi Lot, Tarn e Aveyron, che dà il nome al dipartimento.
Da nord a sud si susseguono le regioni dell'Aubrac e del Carladez, più montuose, il pays d'Olt lungo la valle del fiume Lot. Seguono il Rouergue occidentale, con castelli e borghi medioevali (bastides) e con l'antico bacino minerario (carbone e zinco) d'Aubin-Decazeville, e il pays Ruthénois, dove si trova il capoluogo e le regioni del  Le Causse comtal e di Conques e del Marcillac, con rilievi che si alternano a vallate verdeggianti. Più verso sud troviamo gli altopiani del Ségala e del Lèvezou, con i cinque laghi artificiali, la regione dei Grands Causses, parco naturale e zona pastorale, e infine il pays de Roquefort, celebre per il suo formaggio, con il bacino minerario di Camarès (rame, piombo e argento), dai suoli rossastri, e con la vallata del fiume Tarne e le sue rapide.

### Clima
In primavera e in autunno il clima è di tipo oceanico, mentre gli inverni rigidi sono propri del clima continentale e in estate si avverte l'influenza del clima mediterraneo. Il quadro generale si modifica a seconda dell'altitudine.

## Economia
Il settore più importante è rappresentato tradizionalmente dall'agricoltura. Grande peso la produzione di formaggi (Roquefort, formaggio di Laguiole) e l'allevamento suino. Più di metà della popolazione vive fuori dei centri urbani.
L'artigianato fonde le tradizioni del passato con adattamenti al presente (coltelleria di Laguiole, gli oggetti in stagno del Rouergue, mobili, ecc.).
Da alcuni anni si è avuto un forte sviluppo industriale, soprattutto in campo meccanico, automobilistico e aeronautico e in industrie ad alta tecnologia, nonostante gli ostacoli dovuti all'isolamento geografico.

## Storia
Le prime tracce di presenza umana risalgono a circa 12.000 anni fa, prevalentemente sugli altopiani calcarei dei causses. Durante il mesolitico progressivamente l'economia, da una di caccia e raccolta, diviene prevalentemente agricola.
La grotta di Foissac (tra Capdenac, Figeac e Rodez) fu abitata nel calcolitico. All'età del bronzo appartiene una statua in pietra, conosciuta come la Dama di Saint-Sernin-sur-Rance. Nel territorio sono presenti dolmen e menhir e tumuli funerari. Uno scheletro fossile di plesiosauro, risalente al Giurassico, scoperto nel 1986, è conservato nel museo di Millau.
Tra l'VIII e il VI secolo a.C. si stanziò nella regione la tribù celtica dei Ruteni, alleati degli Alverni di Vercingetorige, che hanno lasciato abitati fortificati sulle alture, tra cui Segodunum sul sito dell'odierno capoluogo.
Dopo la conquista di Giulio Cesare alla metà del I secolo a.C. la regione fece parte della provincia romana della Gallia Aquitania. I Romani si appoggiarono all'aristocrazia locale. Una strada romana tra Rodez e Millau raggiunge la via Domizia.
Nel sito della Gaufresenque, presso Millau viene prodotta la ceramica sigillata esportata poi in tutto l'impero.
Con la comparsa del Cristianesimo Rodez diviene sede episcopale.
Dopo le invasioni dei Visigoti e il passaggio dei Vandali nella loro strada verso l'Africa settentrionale, nel 720 il territorio viene occupato dai Saraceni. Nell'864 i Vichinghi vengono fermati ai limiti del territorio dall'esercito di Carlo il Calvo. Alcune abbazie vengono qui trasferite, più lontano dalla costa, proprio per timore delle incursioni vichinghe.
La regione fu in seguito sotto la sovranità del conte di Tolosa. Raimondo di Saint-Gilles cedette l proprio feudo a Riccardo, visconte di Carladez nel 1112 che assume quindi il titolo di conte di Rodez, in contrasto con il vescovo, che vanta poteri temporali sul territorio.
Nel 1187 Alfonso II d'Aragona, concede a Millau le libertà comunali, facendo nascere il Consolato di Millau.
Nel 1249, alla morte senza eredi di Raimondo VII, il genero Alfonso di Poitiers, fratello del re Luigi IX di Francia ne eredita i possedimenti.
Nel territorio sorgono in quest'epoca le grandi fortezze dei Templari, soprattutto nella regione del Larzac, e sono fondate numerose nuove città (bastides).
Nel 1348 la peste causa la perdita di circa un terzo della popolazione.
Secondo il trattato di Brétigny del 1360 il territorio entra a far parte dei possedimenti inglesi e durante la guerra dei cent'anni il territorio è percorso da numerose compagnie mercenarie, che seminano desolazione.
Ancora intorno alla metà del XVI secolo scoppiano disordini a causa del conflitto tra protestanti e cattolici e non cessano fino al 1629.
Durante la Rivoluzione francese, lo scontento per il regime di Robespierre causa moti di resistenza in particolare nella regione montuosa dell'Aubrac.
Nell'Ottocento lo sviluppo industriale si crea soprattutto nella regione mineraria e industriale di Decazeville, dove nel 1826 il duca Decazes, ministro sotto Luigi XVIII, fonda un'impresa mineraria. La miniera a cielo aperto di La Découverte, ora non più sfruttata, arriva nel 1892 a un chilometro di diametro per 200 m di profondità.
Con la crisi dell'industria mineraria nasce il fenomeno dell'emigrazione, che interessa circa 120.000 persone tra il 1850 e il 1914. La città di Pigüé in Argentina è abitata in gran parte da discendenti dell'emigrazione da questo dipartimento.
La diminuzione degli abitanti fu accresciuta dai 15.000 morti della prima guerra mondiale.
Durante la seconda guerra mondiale, il dipartimento, dapprima favorevole al maresciallo Pétain, vede tuttavia lo sviluppo della resistenza contro i nazisti tedeschi. Al momento dell'evacuazione di Rodez la Gestapo fucila 30 prigionieri a Sainte-Radegonde, oggi ricordati da un monumento.
Dopo la guerra il dipartimento continua a spopolarsi, con l'eccezione dell'agglomerazione di Rodez. Nel 1962 un grande sciopero dei minatori di Decazeville, cerca di opporsi alla chiusura delle miniere, ormai in perdita, nonostante il tentativo di compensare il declino con attività metallurgiche.